# Marco Thomas
Marco Thomas (* 1972 in Eilenburg) ist ein deutscher Klarinettist und Professor an der Hochschule für Künste Bremen.

## Leben
Im Alter von vier Jahren begann er Klavier zu spielen und erlernte seine ersten Klarinettentöne bei Vater, Großvater und Urgroßvater mit zehn Jahren. Nach dem Besuch der Spezialschule für Musik in Halle (Saale) studierte er von 1990 bis 1996 an der Hochschule für Musik und Theater Leipzig in der Klasse von Klaus Stöckel. Während seines Studiums erhielt er 1994 das Gewandhausstipendium, wurde 1995 Soloklarinettist des Gustav-Mahler-Jugendorchesters und erhielt als Stipendiat der Orchester-Akademie der Berliner Philharmoniker Unterricht bei Wenzel Fuchs.
1997, im Alter von 24 Jahren, trat er die Stelle des Soloklarinettisten im Berliner Philharmonischen Orchester an und war bis 1999 dort tätig. In dieser Zeit wirkte er bei zahlreichen CD-Aufnahmen mit den Berliner Philharmonikern unter Dirigenten wie zum Beispiel Sir Georg Solti, Claudio Abbado, Daniel Barenboim, Nikolaus Harnoncourt und Günter Wand mit.
Er war Soloklarinettist und Gründungsmitglied des Mahler Chamber Orchestra und spielte unter anderem als Soloklarinettist im Chamber Orchestra of Europe, im Orchester der Deutschen Oper Berlin, im MDR-Sinfonieorchester, bei den Bamberger Symphonikern sowie in der Deutschen Kammerphilharmonie Bremen.
Als Kammermusiker und Solist konzertiert er bei internationalen Festivals, wobei auch Aufnahmen für Rundfunkanstalten in Deutschland, Schweiz, Frankreich und Italien entstanden, darunter die Klarinettenquintette von Mozart und Brahms. Er ist Mitglied im „Ensemble Punto It“ sowie im „Salonorchester Cappuccino“ Leipzig. Seit 2000 ist er Professor für Klarinette an der Hochschule für Künste Bremen. 2005 gründete er die „Norddeutschen Klarinettentage“, deren künstlerischer Leiter er auch ist.
| Personendaten    | Personendaten          |
| ---------------- | ---------------------- |
| NAME             | Thomas, Marco          |
| KURZBESCHREIBUNG | deutscher Klarinettist |
| GEBURTSDATUM     | 1972                   |
| GEBURTSORT       | Eilenburg              |